# Mark Luscombe
Mark Alexander Luscombe (født 18. maj 1969 i Zambia) er en dansk økonom, der fra 2024 har været administrerende direktør for Sydbank.
Som tre-årig flyttede han med familien fra Zambia til Aabenraa. Han er født britisk statsborger, men fik dansk statsborgerskab i 2020. Han blev i 1988 student fra Aabenraa Gymnasium og blev derefter cand.oecon. fra Aarhus Universitet.
Efter endt uddannelse kom han i 1994 til Danske Bank som analytiker. Fra 1997 havde han forskellige stillinger for amerikanske Citigroup. Han var fra 2010 ansat i den svenske storbank SEB, først som landechef i Storbritannien og fra 2019 som landechef i Danmark. Han tiltrådte som bankdirektør i Sydbank i april 2024 og overtog posten som administrerende direktør efter Karen Frøsig 1. august.